# Trifolium squarrosum
Espèce
Trifolium squarrosum ou le Trèfle écailleux est une espèce de plantes à fleurs de la famille des Fabaceae. C'est une plante méditerranéenne trouvée en Europe, Afrique du Nord et Asie occidentale.

## Taxinomie
Il existe deux sous-espèces :
- Trifolium squarrosum subsp. squarrosum
- Trifolium squarrosum subsp. tunetanum (Murb.) Maire ex Dobignard & C.Chatel.

## Statut de protection
En France, l'espèce est protégée en Aquitaine.